# Panama-Nachtaffe
Der Panama-Nachtaffe (Aotus zonalis) ist eine Primatenart aus der Gruppe der Nachtaffen (Aotidae). Häufig gilt er als Unterart des Kolumbianischen Nachtaffen.

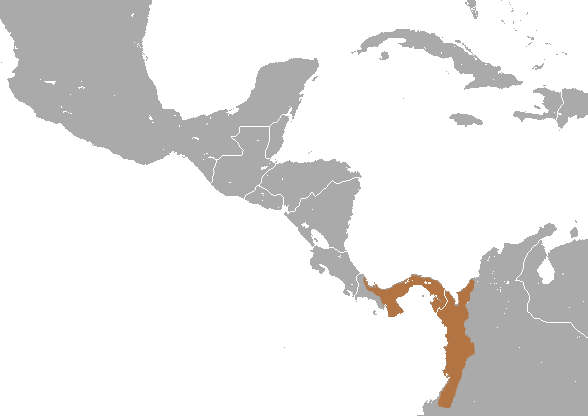
Das Verbreitungsgebiet des Panama-Nachtaffen

## Merkmale
Panama-Nachtaffen sind wie alle Nachtaffen relativ kleine Primaten mit großen Augen und einem langen Schwanz. Sie erreichen ein Gewicht von rund 0,9 Kilogramm, ein Geschlechtsdimorphismus hinsichtlich der Größe ist, wenn überhaupt, nur sehr schwach ausgeprägt. Ihr Fell ist an der Oberseite graubraun gefärbt, der Bauch ist orange-braun, die Hände und Füße sind mit schwarzen Haaren versehen. Der Kopf ist rundlich, die großen Augen sind braun. Sie sind von weißen Feldern umgeben, entlang des Kopfes ziehen sich drei dunkle Streifen, jeweils einer außerhalb eines jeden Auges und einer über die Stirn bis zur Nase. Von anderen, nahe verwandten Arten unterscheiden sie sich in den schwarzen Pfoten und in der Chromosomenzahl.

## Verbreitung und Lebensraum
Panama-Nachtaffen haben das nordwestlichste Verbreitungsgebiet aller Nachtaffen, es umfasst möglicherweise den äußersten Osten Costa Ricas, Panama und den Westen Kolumbiens westlich der Anden. Die genauen Ausmaße sind aber unklar, da der 2007 neu beschriebene Hernández-Camacho-Nachtaffe innerhalb des Verbreitungsgebietes des Panama-Nachtaffen gefunden wurde. Lebensraum dieser Art sind Wälder bis 1000 Meter Seehöhe, wobei sie auch in Sekundärwäldern und Plantagen vorkommen können.

## Lebensweise und Gefährdung
Über die Lebensweise dieser Tiere ist wenig bekannt, vermutlich stimmt sie mit der der übrigen Nachtaffen überein. Demzufolge sind sie nachtaktive Baumbewohner, die tagsüber in Baumhöhlen oder im Pflanzendickicht schlafen. Sie bewegen sich springend oder auf allen vieren durch das Geäst. Nachtaffen leben in monogamen Familiengruppen von zwei bis fünf Tieren und bewohnen feste Reviere, die sie gegenüber Artgenossen verteidigen. Ihre Hauptnahrung besteht aus Früchten, daneben fressen sie auch Blätter und Insekten. Durch ihre nachtaktive Lebensweise vermeiden sie Konkurrenz zu tagaktiven, dominanteren Arten.
In Teilen ihres Verbreitungsgebietes leiden die Panama-Nachtaffen an Waldrodungen, insgesamt ist über den Gefährdungsgrad aber wenig bekannt. Die IUCN listet die Art unter „zuwenig Daten vorhanden“ (data deficient).